# Pletiva krycí
Krycí pletiva pokrývají povrch rostlinných orgánů, chrání rostlinu proti nepříznivým vlivům vnějšího prostředí. Prvotním krycím pletivem je pokožka. Pokožka nadzemních orgánů se nazývá epidermis, pokožka kořene rhizodermis (z řec. rhiza= kořen). Pokožku většinou tvoří jediná vrstva těsně k sobě přiléhajících buněk bez chloroplastů (s výjimkou průduchů). Na povrchu pokožky nadzemních částí je kutikula, jejíž tloušťka je závislá především na druhu rostliny (nejsilnější bývá u rostlin suchých stanovišť). Kutikula je tvořena látkou tukovité povahy – kutinem. Na povrchu může být pokryta i vosky (ve formě zrníček i souvislého povlaku, např. ojínění některých plodů). Po kutikule s tímto voskovým povlakem voda snadno stéká. Současně kutikula výrazně snižuje ztráty vody výparem. Pletiva krycí vznikají diferenciací pletiv dělivých. Pokožka vzniká z tuniky.
Zkráceně řečeno – krycí pletiva tvoří rostlinnou pokožku a chrání před vnějšími vlivy.